# روعة (مسرحية)
روعة هي مسرحية عام 1973 من تأليف الكاتب المسرحي الإنجليزي هوارد برينتون. عرضت لأول مرة في مسرح رويال كورت، ثم في لندن في عام 2016، في مسرح فينبورو.

## الملخص
لدى مسرحية روعة قصتين. الأولى عن خمسة من اليساريين الثوريين استوطنوا منزلا غير مأهول في لندن. والثانية، يفقد عضو مجلس الوزراء المحافظ الثقة في نفسه. وتلتقى القصتين في المشهد الأخير، حيث يقتل جد (أحد الثوريين) عن طريق الخطأ كل من نفسه وعضو البرلمان بالمتفجرات البلاستيكية. إن النص المنشور للمسرحية يتخذ من بريخت أسطورًا بارزة:
غرق في الميري
احتضن الجزار
ولكنه غير العالم.

## الإنتاج

### العرض الأول
عرضت لأول مرة في مسرح رويال كورت في 28 يونيو 1973 مع الطاقم التالي:
- إرادة - مايكل كيتشن
- جيد - كينيث كرانهام
- ماري - كارول هايمان
- فيرونيكا - دينة طبع
- جرف - بيتي بوستلثويت
- شرطي - جيمس أوبري
- ذبح - ليونارد فينتون
- أليس - جيفري شاطر
- بابس - روبرت إديسون
- الرجل العجوز /لينين - نيكولاج ريجتكوف

وكان من إخراج ماكس ستافورد كلارك، الذي صممه ويليام دودلي وكانت الإضاءة من قبل أندي فيليبس.ايرفينغ واردل أطلق عليه قطعة رائعة من المسرح.

### 2016
وقد أُجريت استعراضات مسرحية روعة في مسرح فينبورو في 2016، وكان أول ظهور لها في لندن منذ العرض الأول. وكانت الاستعراضات إيجابية، حيث علقت صحيفة المعيار المسائي في لندن:«رؤية برينتون للحماس الثوري غريبة بشكل لا تنسى». كانت المسرحية «ملحمية وحميمة» وكتبت صحيفة الجارديان أن «غضب المسرحية من تعايش التشرد والممتلكات الفارغة لا يزال يضرب على وتر حساس».